# 徳吉 (北九州市)
徳吉（とくよし）は、福岡県北九州市小倉南区の地名および地域名。地名としては住居表示未実施の大字徳吉（〒803-0276）、住居表示実施済みの徳吉東（とくよしひがし）一-五丁目（〒803-0277）・徳吉西（とくよしにし）一-三丁目（〒803-0278）及び徳吉南（とくよしみなみ）一-四丁目（〒803-0279）の4つが存在する。

## 概要
「徳吉」は地域を接する「長行」同様合成地名で、紫川沿いを中心とする「徳光」と、山沿いの「吉兼」から一字ずつを取ったものである。東西にエリアが広く、長行地区以上に多彩な顔を持つ。また紫川などで、旧中谷村と接する。
1889年（明治22年）4月1日の町村制施行に伴い、合馬村などと合併して企救郡西谷村の一部となった。
徳光エリアは、国道322号が通っていることもあり、道路沿いのロードサイド店舗が多く存在し賑わう一方で、一歩裏に入ると住宅地となっている。しかし、西中橋以北の紫川沿いは、ひとたび洪水が発生すると常に浸水被害に見舞われる状況が続いており、川を管理する県などがその対策に取り組んできた。一方吉兼エリアは、農村のたたずまいを残しており、農地面積が広く、あとは長行地区に接したエリアが住宅地となっている程度である。
徳吉地区は旧西谷村役場の流れを汲む出張所や郵便局が存在することもあり、旧西谷・中谷両村を併せた「西中」・「両谷」地区の中心エリアとなっている。

## 交通

### 道路
- 国道322号：徳吉地区の中心部を抜ける基幹道路。南方向は香春町・田川市方面、北方向は小倉市街地方面へ向かう。
- 福岡県道61号小倉中間線：国道322号「徳光」交差点から分岐し西方面へ向かう。八幡西区香月・中間市方面へ延びている。
- 福岡県道258号呼野道原徳吉線：県道小倉中間線「両谷出張所」交差点から分かれ、山間部の道原経由で南へ向かう国道322号の迂回路。

## 主な施設

### 官公庁・学校・公的機関
- 小倉南区役所両谷出張所（徳吉西3丁目）
- 北九州市消防局小倉南消防署三谷出張所（徳吉南2丁目）
- 徳吉中央公園（徳吉西3丁目）
- 北九州市立両谷市民センター（徳吉南1丁目）
- 北九州市立長行市民センター（徳吉西3丁目）[1]
- 北九州市立菅生中学校（徳吉南2丁目）
- 西谷郵便局（徳吉西3丁目）
- 小倉徳吉郵便局（徳吉東1丁目）
- JA北九西中支店（徳吉西1丁目）

### 企業・商業施設
- ルミエール小倉南店（徳吉西）
- 小倉缶詰（徳吉東）
- 無法松徳吉店（徳吉東）
- ひまわりタクシー（徳吉西）
- 北都観光バス（徳吉南）